# 赵尼来
赵尼来（1940年3月25日—2009年9月8日），又名赵尼莱，佤族尊称达莱（Tax Lai），缅甸佤邦联合党和佤联军的主要创始人之一，原佤邦联合党总书记、佤邦政府名誉主席、原佤邦政协主席。
赵尼来出生于中缅边境的佤邦王冷区来地亚乡左仲村一个普通佤族农民家庭，他是基督徒。12岁时，随家庭四处迁居。1956年，迁居到中国云南沧源县永和村三队。他当过生产队副队长和保管员，村里的调解员，并加入中国共产主义青年团。他是乡里的民兵联防队长，在1964年应招参战清剿地方反共武装，在沧源羊柏丫口战斗中担任机枪手，后被调往拢耐前线配合部队的军事行动。1966年中国发生文化大革命，赵尼来一家迁回缅甸佤邦绍帕区永邦永农寨（距永和村不过一公里）。
1966年12月，赵尼来秘密组织成立了绍帕游击队，自任队长。1968年5月，任缅甸共产党领导的缅甸人民军4048营九连连长；1969年8月，任4049营副营长；1969年12月，加入缅甸共产党。1970年5月，任4049营营长；1973年3月，任北佤县县长兼12旅旅长，兼68师副师长、东北军区副参谋长。历任缅甸共产党党委副书记、政治委员。1989年4月17日，赵尼来、鲍有祥发动兵变，终止缅共的活动。4月19日，正式成立缅甸民族民主联合党（后改为佤邦联合党），赵尼来正式当选为总书记。他先后兼任佤邦地方管理部部长、佤邦政治协商委员会主席、佤邦人民政府主席，缅甸联邦国会代表等职。
1995年3月中旬，患脑血栓，长期患病在床。2009年9月8日逝于云南澜沧县人民医院；9月12日，葬于绍帕家乡。
其子趙岩納萊已接任佤邦六位權力最高的中央委員之一。